# Пекено, Жуан
Жуа́н Пере́йра душ Са́нтуш, более известный как Местре Жуау Пикену ди Пастинья (27 декабря 1917, Араси, штат Баия — 9 декабря 2011, Салвадор, там же) — один из величайших и наиболее уважаемых местре Капоэйры Ангола.
Его путь в Капоэйре Ангола начался с ученичества у местре Жилвенсона(порт. Mestre Gilvenson). Позднее местре Жуан Пекено становится учеником Местре Пастиньи — отца современной Капоэйры Ангола. Вместе с Местре Жуан Гранди он позднее разделит славу наследника мудрости Местре Пастиньи и бремя ученика, принявшего великое наследие родоначальника Анголы.
В 1970 году, Местре Пастинья сказал про Местре Жуан Пекено (Жуан маленький) и Местре Жуан Гранди (Жуан большой) следующее:
Они будут величайшими игроками Капоэйры будущего и я много работал с ними, и для них, чтобы этого достичь. Они будут истинными мастерами. Не просто учителями-импровизаторами, какие есть везде, и которые только лишь уничтожают наши традиции, которые столь прекрасны. Я научил этих молодых людей всему, что знал сам. Даже Кошачьему Прыжку. Вот почему у меня великие надежды относительно их будущего.

## Кризис 1973 года. Смерть Местре Пастиньи
Во время нефтяного кризиса 1973 года население Латинской Америки, в том числе и многие Местре Капоэйры и игроки, столкнулись с большими финансовыми трудностями, в результате чего многим из них стало сложнее практиковать искусство Капоэйры. Многие из них умерли в нищете и голоде. Те из них, кто имел такую возможность, предпочли эмигрировать в другие страны в поисках лучшей жизни. Многие школы Капоэйры не сумели выжить. Так или иначе, величайшей потерей того времени для всего мирового сообщества капоэйристов стало закрытие Академии Капоэйры Местре Пастиньи (порт. Centro Esportivo de Capoeira Angola) и его смерть в 1981 году.
Влияние факта смерти местре Пастиньи было настолько огромным, что даже Местре Жуан Гранди на некоторое время прекратил играть Капоэйру Ангола. Невзирая на эти события, Местре Жуан Пекено упорно продолжал заниматься развитием дела Пастиньи, отдавая всего себя делу восстановления Академии Местре Пастиньи.

## Возрождение Академии Местре Пастиньи

### Academia de João Pequeno de Pastinha
2 мая 1982 года, в то время, как весь мир постепенно начал восстанавливать свои силы после кризиса, Жуан Пекено основывает Academia de João Pequeno de Pastinha, с целью продолжать учить Капоэйре Ангола так, как это делал покойный Местре Пастинья. Преемственность учения Пастиньи была практически уничтожена, когда его Академию, размещавшуюся в одном из зданий города Салвадора, под предлогом «обновления» здания власти попросту выкинули на улицу. Последующая смерть великого анголейро только усугубила невероятную сложность восстановления дела Местре.

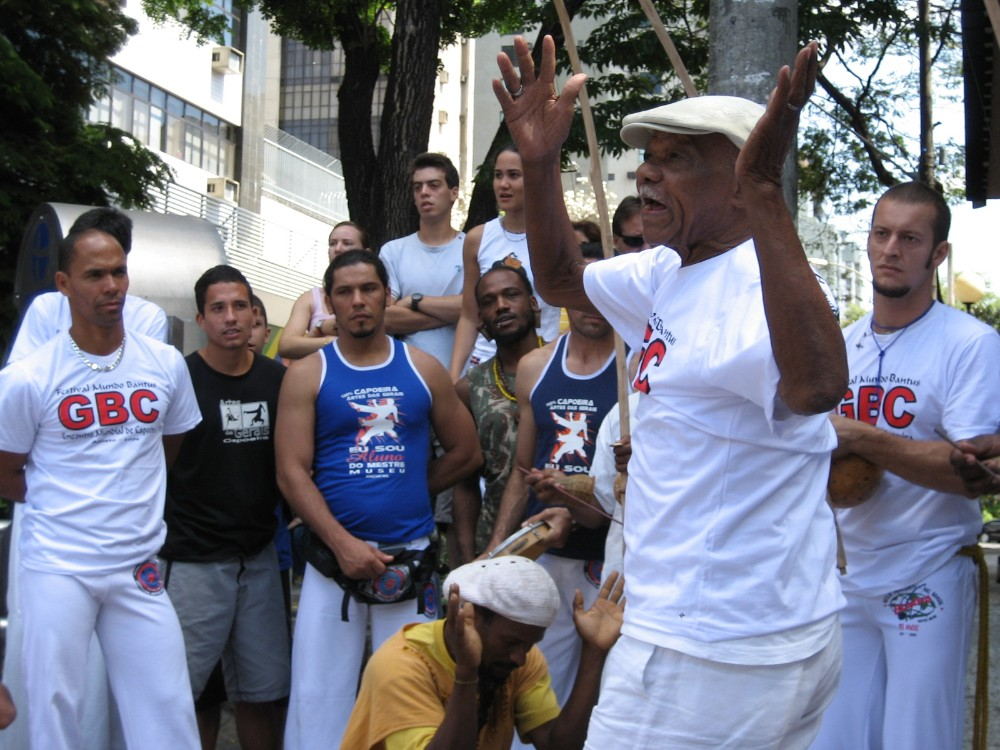
Местре Жуан Пекено начинает игру Капоэйра Ангола.

### Основы и традиции
Верность унаследованным от Пастиньи традициям Академии Местре Жуан Пекено не заключается только в технике игры Капоэйры Ангола или в методике обучения, но и также в особенной, только ей присущей манере духовного и культурного развития учеников. Жуан Пекено привел к жизни и успешно возглавил Академию, которая взяла на себя цели и задачи «Centro Esportivo de Capoeira Angola» Местре Пастиньи — сохранять и развивать узнаваемость и популярность традиций Капоэйры Ангола в мировом сообществе капоэйристов, проповедовать фундаментальные убеждения анголейруш и обеспечивать основу для сообщества капоэйристов.

### Развитие дела
Позднее старый друг Жуан Пекено, Местре Жуан Гранди, основал свою Академию в Нью-Йорке, США, в 1990 году.

### Последние годы и уход из жизни
Местре Жуан Пекено посвятил всю свою жизнь обучению других стилю Капоэйры Ангола, которому его обучил Местре Пастинья. До последних месяцев и недель, когда местре было далеко за 80 лет, он продолжал практиковать Капоэйру Ангола и воспитывать учеников в своей Академии в Forte de Santo Antônio Além do Carmo, который теперь называют Forte da Capoeira. Он находится к северу от исторического центра Салвадора, штат Баия, Бразилия, также называемого Пелоринью.
Жуан Пекено умер 9 сентября 2011 года, в возрасте 93 лет, оставив после себя огромное творческое и культурное наследие, внеся коренной вклад в развитие Капоэйры Ангола.